# Monte Porreiro
Monte Porreiro es un barrio situado en la parroquia de Mourente, del municipio español de Pontevedra, en la provincia de Pontevedra, Galicia. Cuenta con un centro de salud, dos colegios y un instituto de enseñanza secundaria y una iglesia parroquial desde finales del siglo XX, cuyo patrón es el Buen Pastor. También dispone de zonas verdes, entre las que destaca el Parque del Mirador. El barrio es la sede de la Universidad Nacional de Educación a Distancia en la provincia de Pontevedra.

## Localización
Monte Porreiro es un barrio situado en el noreste de la ciudad de Pontevedra. Limita al norte y al oeste con el río Lérez y al este y sur con los lugares de la parroquia de Mourente de Areás, O Monte y Os Campos.

## Etimología
El nombre de Monte Porreiro tiene su origen en lo escarpado del terreno de la zona. Porreiro viene de porro-porrera que significa pendientes abundantes y el nombre del barrio Monte Porreiro hace referencia a un monte de cuestas abundantes.

## Historia
En enero de 1610, las actas municipales que se conservan en el Archivo Histórico Provincial de Pontevedra contienen las primeras menciones oficiales a Monte Porreiro, registrando un conflicto legal entre el Ayuntamiento de Pontevedra y Payo Mariño, quien fue acusado de apropiarse de pastos de uso común. A mediados del siglo XVIII, el Catastro de Ensenada describía Monte Porreiro como un territorio cubierto de monte, poblado principalmente por robles y castaños. Durante el siglo XIX, su uso comunal correspondía a los vecinos y vecinas de Mourente. Sin embargo, en 1855, como consecuencia de la ley de desamortización de Madoz, el terreno fue expropiado y vendido. En ese momento, se hallaba dividido en dos partes: Monte Porreiro de Arriba, con unas 30 hectáreas de superficie, y Monte Porreiro de Abajo, con 14,1 hectáreas, ambas con presencia de robles. El comprador fue Joaquín Baeza y Nieto, quien adquirió la finca con el propósito de talar los árboles y comercializar la madera. Esta intención generó una fuerte oposición vecinal que, finalmente, lo llevó a poner la propiedad en venta en 1867.

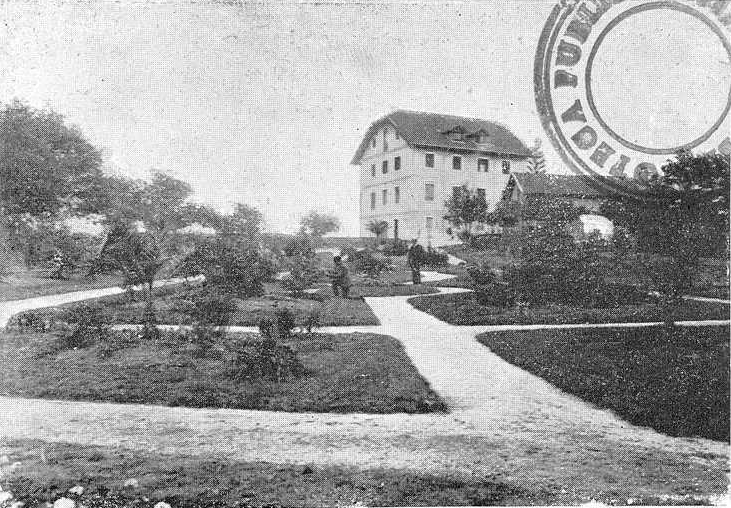
Mansión de estilo suizo en 1909 en la Villa Buenos Aires rodeada de jardines.

A principios del siglo XX, el 11 de octubre de 1900, Casimiro Gómez Cobas, acaudalado terrateniente emigrado en Argentina, compró en Monte Porreiro una finca de 80 hectáreas con un gran bosque, antigua alquería de San Antonio Abad, a la que llamó Villa Buenos Aires, por su estrecha vinculación con Argentina, donde había hecho fortuna. La convirtió en una hermosa y suntuosa finca con una mansión de estilo suizo, rodeada de avenidas, vegetación exótica, elementos decorativos (como el mirador metálico del parque), fuentes y merenderos, donde pasaba sus vacaciones.
Para aprovechar la riqueza de los manantiales mineromedicinales de la zona, Casimiro Gómez llevó a cabo un proyecto de creación de un balneario de aguas termales. La alta sociedad pontevedresa de principios del siglo XX asistió a la inauguración del Balneario del Lérez el 22 de agosto de 1906. El hotel y balneario creados en 1906 fueron punto de encuentro de influyentes políticos, aristócratas y miembros de la realeza de la época, que disfrutaron de las aguas medicinales (de los manantiales de Monte Porreiro y Aceñas) y de los paseos que rodeaban esta finca, hoy desaparecida. Casimiro Gómez comercializó las aguas minerales bajo la marca Aguas Lérez en botellas para consumo doméstico que se vendieron en países como Estados Unidos, Inglaterra, Egipto, India y Australia. En 1907, la marca recibió varios premios y el propio rey Alfonso XIII felicitó a Casimiro Gómez por su alta calidad. Ese mismo año se le concedió el título de proveedor de la Casa Real Española. La Infanta Elena de Borbón, que visitó los baños en 1914, José Riestra López (Marqués de Riestra), Montero Ríos, Cobián Roffignac y el ministro José Canalejas, entre otros, fueron visitantes ilustres de las termas. Casimiro Gómez construyó además en su finca una de las primeras pistas de tenis de Galicia.
Al estallar la Primera Guerra Mundial, Casimiro Gómez Cobas volvió a Argentina para convertirse en proveedor de los países participantes en la Gran Guerra. Regresó a Monte Porreiro al finalizar la guerra, pero ya había pasado la moda de los balnearios y reorientó la actividad de la finca hacia una granja experimental. En ella cultivó viñas y árboles frutales, reservando una gran extensión de terreno para la ganadería. Los productos de la finca recibieron importantes premios en diversas exposiciones. En la llamada granja Monte Porreiro se criaron animales, se plantaron viñedos, frutales, hortalizas o maíz de gran calidad. La finca actuó también como vivero de semillas seleccionadas de pinos y eucaliptos. En 1929 se plantaron incluso moreras para la cría de gusanos de seda. Tras la guerra civil española el mercado de buena parte de los productos de calidad de la granja desapareció. Después de la muerte de Casimiro Gómez el 21 de octubre de 1940, la granja Monte Porreiro continuó en funcionamiento algunos años más hasta que sus herederos vendieron la finca.
El barrio de Monte Porreiro se desarrolló con base en un Plan Parcial derivado del Plan General de 1968, en el que se incluyó como suelo de reserva residencial la antigua gran finca de Villa Buenos Aires. En 1969 se presentó una maqueta de lo que entonces se denominó la gigantesca urbanización de Monte Porreiro, en la que se proyectaron más de 2.000 viviendas de diferentes tipologías en una superficie de 68 hectáreas. En la década de 1970 se inició la ordenación y el desarrollo urbanístico de Monte Porreiro, con la construcción de varias viviendas en la calle Reino Unido, a las que siguieron modernas torres en la ladera más alta de la urbanización.
En 1973 se inauguró en Pontevedra la sede del Centro Regional de Galicia de la Universidad Nacional de Educación a Distancia, que en 1987 se trasladó a Monte Porreiro.

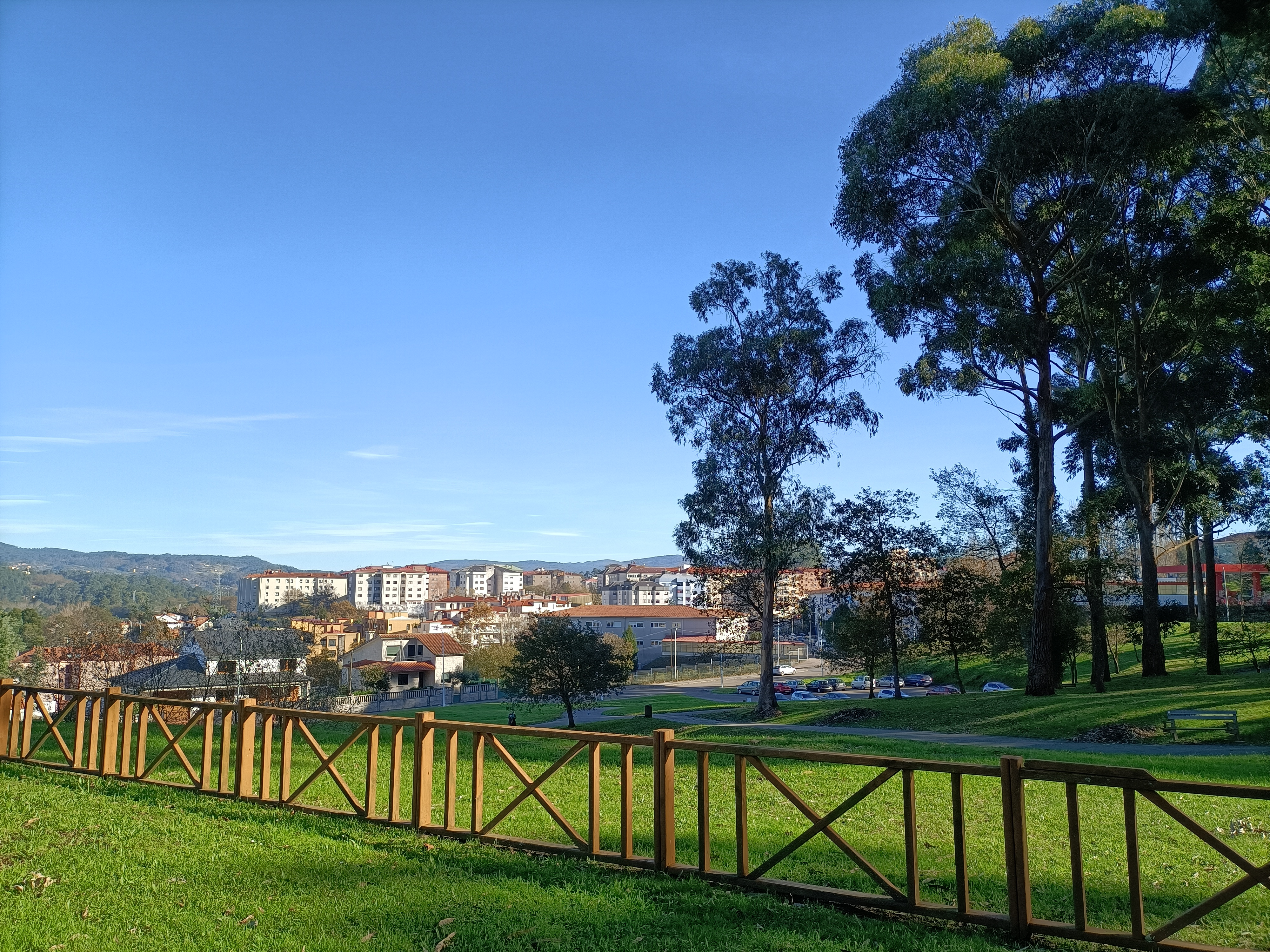
Vista parcial del barrio desde el parque del Mirador.

En 20 años, los campos de cultivo y los pastos se convirtieron en un barrio dormitorio periférico muy próximo al centro urbano, construyéndose gran parte de los edificios del barrio en la década de 1980. En 1986 se dio nombre a las calles de Monte Porreiro, con la denominación de países celtas (Armórica, Cornubia, Cambria, Erín, Escocia, Illa de Man) y de países de la Comunidad Económica Europea (Alemania, Bélgica, Dinamarca, Francia, Grecia, Holanda, Irlanda, Italia, Luxemburgo, Portugal, Reino Unido). En noviembre de 1988 se inauguró en el barrio el Instituto de Enseñanza Secundaria Luis Seoane.
En noviembre de 1995 se convocó el concurso para la construcción del centro de salud de Monte Porreiro, que se inauguró en 1997. En 1996 se bautizó la nueva calle Suecia en el barrio.
La iglesia parroquial católica del Buen Pastor fue inaugurada por Julián Barrio, arzobispo de Santiago de Compostela, el 9 de octubre de 2010. Su planta tiene forma de concha de vieira.
En 2011 se inauguró el nuevo puente sobre el río Lérez, que conecta el barrio con la parroquia civil de Lérez y el monasterio de San Salvador de Lérez.
Desde 2020, el parque de la Plaza de Europa cuenta con una tirolina de 20 metros de longitud. En mayo de 2020 el ayuntamiento de Pontevedra creó un Metrominuto para el barrio.

## Urbanismo

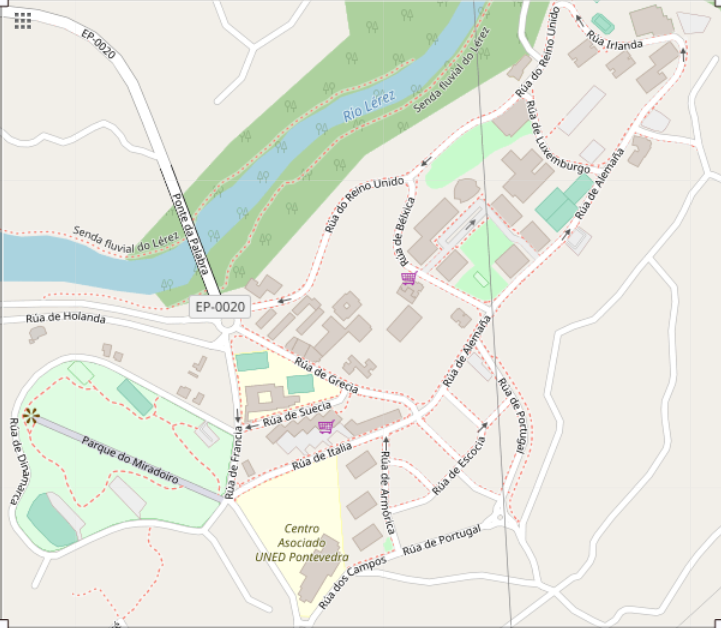
Plano de Monte Porreiro

Monte Porreiro es un barrio de las afueras de Pontevedra, al noreste del centro de la ciudad. Se extiende a lo largo del río Lérez. Las calles del barrio llevan nombres de países europeos: Francia, Suecia, Dinamarca, Países Bajos, Reino Unido, Portugal, Luxemburgo, Irlanda, Italia, Alemania, Bélgica y Grecia. La plaza central del barrio es la Plaza de Europa.
Al oeste del barrio se encuentra el Parque del Mirador y al este el Parque de la UNED, que formaban parte de la antigua villa Buenos Aires, cuyo propietario era Casimiro Gómez.
Muy cerca del barrio, aguas abajo, se encuentra la Playa del Lérez.

## Servicios
Desde 1987 se encuentra en el barrio la sede del centro regional de la Universidad Nacional de Educación a Distancia, el Centro Asociado de la UNED en Pontevedra inaugurado en 1973. Entre los centros educativos se encuentran el Instituto de Enseñanza Secundaria Luis Seoane, el Colegio Marcos da Portela, la Escuela Infantil Fina Casalderrey y la Guardería A Galiña Azul.
También hay un centro de salud y una iglesia parroquial, y las instalaciones deportivas incluyen un campo de fútbol y otro de rugby.
La estación de ferrocarril Pontevedra-Universidad está cerca del barrio.

## Fiestas y eventos culturales
Las fiestas del barrio se celebran todos los años en torno al 4 y 5 de mayo y están dedicadas al patrón de Monte Porreiro, el Buen Pastor.